# H443-01
H443-01, é um agente químico sintético de formulação C38H64Br2N4O4. 